# Downeshelea mcdanieli
Downeshelea mcdanieli är en tvåvingeart som först beskrevs av Tokunaga 1959.  Downeshelea mcdanieli ingår i släktet Downeshelea och familjen svidknott. Inga underarter finns listade i Catalogue of Life.